# Ichnusa (rivista)
Ichnusa è stata una rivista italiana.
Alle diverse edizioni collaborarono importanti firme della cultura sarda, italiana e internazionale quali: Giulio Angioni, Maurice Le Lannou, Alberto Boscolo, Umberto Cardia, Salvatore Cambosu, Francesco Cesare Casula, Francesco Deriu, Giuseppe Fiori, Pietro Leo, Marco Magnani, Guido Melis, Vico Mossa, Arturo Parisi, Gonario Pinna, Michelangelo Pira, Antonio Puddu, Salvatore Sechi.

## Storia

### 1949-1952
Nata a Sassari nel 1949 su iniziativa di Antonio Pigliaru e Salvatore Piras, affiancati da un comitato promotore composto da vari esponenti della cultura sarda, la rivista si proponeva di far conoscere i problemi culturali e sociali della Sardegna, alla luce dei concetti di autonomia e di democrazia.
Molto era lo spazio dedicato alla produzione letteraria (poesie, racconti e brani di divulgazione), mentre inizialmente si rinunciò ad affrontare problematiche contemporanee, non distaccandosi da questo orientamento neppure gli articoli di carattere non letterario e i temi scottanti del tempo, quali l'autonomia e il recente avvio del governo regionale. 
La rivista interruppe le pubblicazioni dopo 9 numeri, nel 1952.

### 1956-1964
Riprese le pubblicazioni dopo quattro anni, nel 1956 su una linea più rigorosamente democratica e autonomistica. Alla sua guida era Antonio Pigliaru con Giuseppe Melis Bassu, Manlio Brigaglia e Salvatore Mannuzzu; insieme a loro numerosi nuovi collaboratori, come Sandro Maxia. I redattori per Nuoro e per Cagliari erano - rispettivamente - Gonario Pinna e Salvatore Cambosu.
La rivista - così rinnovata - prese parte alle battaglie politico-culturali di quegli anni su una linea rigorosamente democratica e autonomista fino al 1964, in cui, col numero 56/57, venne decisa la chiusura dell'esperienza.

### 1982-1993
Dopo una lunga interruzione, su iniziativa sempre di Manlio Brigaglia, Giuseppe Melis Bassu, Salvatore Mannuzzu e Giulio Angioni, la rivista riprese a uscire coinvolgendo nel comitato di redazione intellettuali e giornalisti della nuova generazione. La nuova serie uscì per 23 numeri dal marzo 1982 al febbraio 1993.